# Ianduba
Genre
Ianduba est un genre d'araignées aranéomorphes de la famille des Corinnidae.

## Distribution
Les espèces de ce genre se rencontrent au Brésil et en Argentine.

## Liste des espèces
Selon World Spider Catalog (version 17.5, 28/10/2016) :
- Ianduba abara Bonaldo & Brescovit, 2007
- Ianduba acaraje Magalhaes, Fernandes, Ramírez & Bonaldo, 2016
- Ianduba angeloi Magalhaes, Fernandes, Ramírez & Bonaldo, 2016
- Ianduba apururuca Magalhaes, Fernandes, Ramírez & Bonaldo, 2016
- Ianduba beaga Magalhaes, Fernandes, Ramírez & Bonaldo, 2016
- Ianduba benjori Magalhaes, Fernandes, Ramírez & Bonaldo, 2016
- Ianduba capixaba Magalhaes, Fernandes, Ramírez & Bonaldo, 2016
- Ianduba caxixe Bonaldo, 1997
- Ianduba dabadu Magalhaes, Fernandes, Ramírez & Bonaldo, 2016
- Ianduba liberta Magalhaes, Fernandes, Ramírez & Bonaldo, 2016
- Ianduba mugunza Bonaldo & Brescovit, 2007
- Ianduba patua Bonaldo, 1997
- Ianduba paubrasil Bonaldo, 1997
- Ianduba varia (Keyserling, 1891)
- Ianduba vatapa Bonaldo, 1997

## Publication originale
- Bonaldo, 1997 : On the new Neotropical spider genus Ianduba (Araneae, Corinnidae). Iheringia (Zoologia), vol. 83, p. 165-180 (texte intégral).